# 跳跳虫
《打魚》是一款由太东公司于1983年发行的街机游戏。之后游戏被移植至Sega SG-1000、MSX、Famicom、NEC PC-6001和NEC PC-8801等平台。
跳跳虫（Chack'n）是一个具有伸缩腿的黄色小动物。他能够在地上或天花板上行走，但不能在墙壁上行走。跳跳虫能够释放一个烟雾弹，消灭敌人。跳跳虫抵到屏幕顶部的出口为过关。
本作的敌人后来在泡泡龙也登场，跳跳虫也曾在推出泡泡龙之前被视作过太东的吉祥物。